# Bertini Motor Company

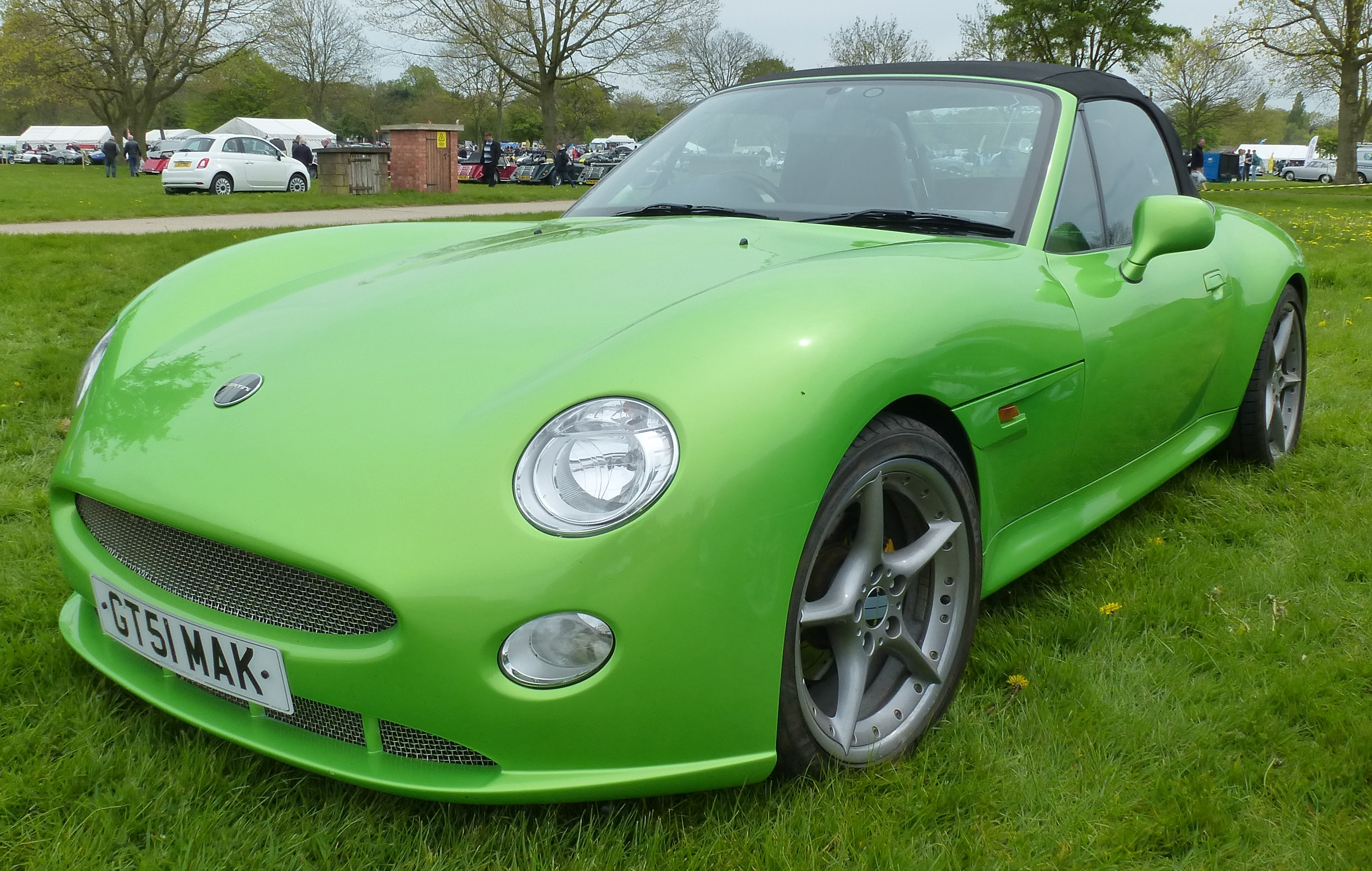
Bertini GT 25

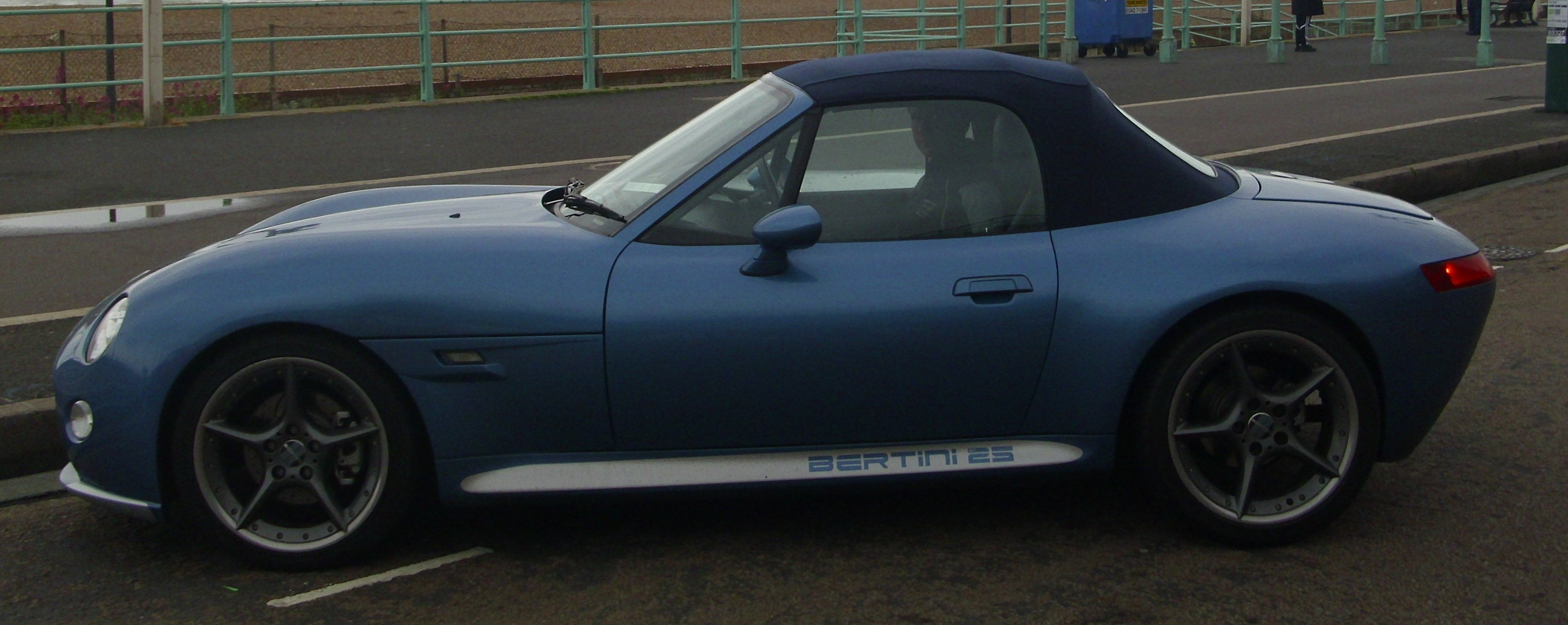
Seitenansicht

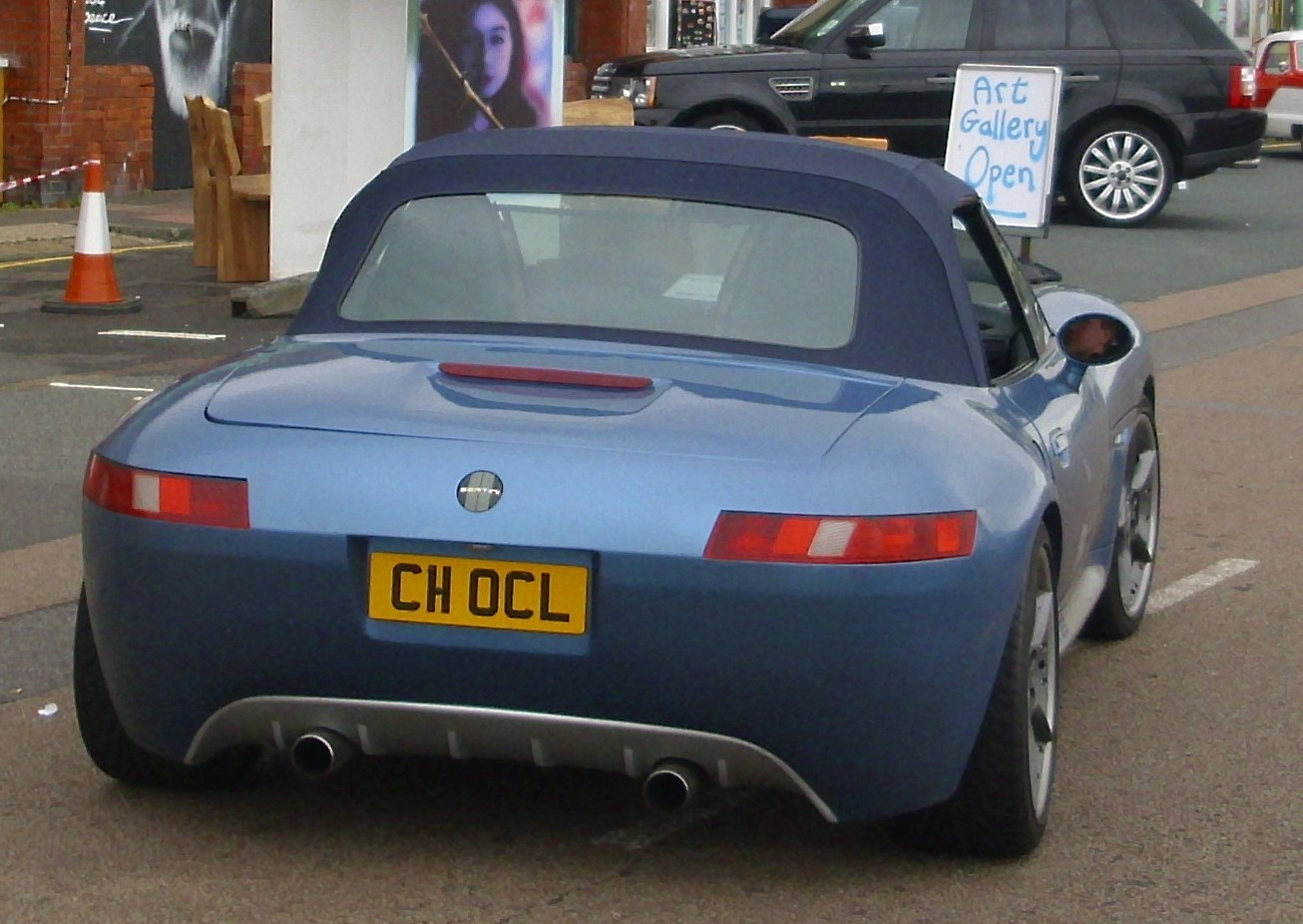
Heckansicht

Bertini Motor Company Limited ist ein ehemaliger britischer Hersteller von Automobilen und Kit Cars.

## Unternehmensgeschichte
Nach ersten Plänen 2013 entstanden 2014 die ersten Fahrzeuge. Der Markenname lautete Bertini. Offiziell gegründet wurde das Unternehmen erst am 8. März 2016.  Victoria Jane Cherry ist Direktorin. Der Sitz ist in Aylesbury in der Grafschaft Buckinghamshire.
Am 9. Juli 2017 vermeldete die Internetseite des Unternehmens noch keine Probleme oder Auflösungsabsichten. Aber am 7. August 2017 war dort zu lesen, dass die Produktion endete und sowohl die Vorführfahrzeuge als auch die Bauformen zum Verkauf stehen.

## Fahrzeuge
Das einzige Modell war der GT 25. Der erste Prototyp basierte noch auf dem Mazda MX-5 und die späteren Fahrzeuge auf dem BMW Z3. Verschiedene Motoren von BMW trieben die Fahrzeuge an.